# Ray (歌手)
Ray（レイ、10月14日 - ）は、日本の元女性歌手、作詞家。北海道小樽市出生、同県札幌市出身。血液型はO型。かつての所属芸能事務所は一二三。かつての所属レコード会社兼レーベルはNBCユニバーサル・エンターテイメントジャパン。かつての公式ファンクラブは「にくきゅう・れい・すくーる」。

## 略歴
物心ついたころから歌に接しており、幼少期からアーティストを目指してアクターズスクールに通っていた。そのきっかけになったのは、ジュニアを対象にしたのど自慢大会でゲスト賞をもらったことから。その後、avexとusenが主催するa-motionに3年連続（3年目は特別賞）で全国大会に出場するなど、多くの全国大会に出場している。当初は歌で聴かせるタイプのアーティストをよく聴いていたが、兄が車の中で聞いていた水樹奈々のCDを聞いた事がきっかけでアニメソング（特にかわいい系やかっこいい系の曲）やVOCALOID曲を聞くようになっていったという。
2012年にテレビアニメ『あの夏で待ってる』のオープニングテーマ「sign」で歌手デビュー。
以降、アニメソングを中心に歌っており、楽曲提供はI'veのクリエイターが行うことが多い。ただ、I've以外のアーティストから楽曲提供を受けることもあるため、I'veには所属していない。
2014年3月1日、オフィシャルファンクラブ「猫耳団」が発足。
2015年5月1日に、所属していたアセント・ミュージックから一二三に事務所を移籍。それに伴い、FC猫耳団は解散となり、新たにFC「にくきゅう・れい・すくーる」が発足となった。
2017年1月25日に自身のオフィシャルブログにて、同年夏に行うファイナルライブでの、歌手活動卒業を発表した。
7月22日・23日の2日間にラストワンマンライブ「RAYVE FINAL」を開催し、活動を終了した。

## 人物
趣味は茶道（裏千家）。特技はバレエと一輪車。極度の人見知りで、話しかけられるまで待つタイプとのこと。ただし、趣味が合えば進んで打ち解けられるタイプでもある。
アニメソングに触れた期間が短く、I'veの楽曲を聴き込んでいなかったままメジャーデビューすることになったため、高瀬一矢やKOTOKOの経歴を調べていくうちに怖くなってきたことを明かしている。

## 作品

### シングル
|            | 発売日         | タイトル             | 規格品番   | 規格品番   | 規格品番  | オリコン 最高位 |
| 初回限定盤 | 発売日         | タイトル             | 通常盤     | アニメ盤   |           | オリコン 最高位 |
| ---------- | -------------- | -------------------- | ---------- | ---------- | --------- | --------------- |
| 1st        | 2012年2月8日   | sign                 | GNCA-0234  | GNCA-0235  |           | 11位            |
| 2nd        | 2012年10月24日 | 楽園PROJECT          | 1000344850 | 1000344851 | 22位      |                 |
| 3rd        | 2013年2月6日   | Recall               | GNCA-0267  | GNCA-0268  | 30位      |                 |
| 4th        | 2013年10月30日 | lull〜そして僕らは〜 | GNCA-0310  | GNCA-0311  | GNCA-0309 | 21位            |
| 5th        | 2014年2月5日   | ebb and flow         | GNCA-0323  | GNCA-0324  |           | 24位            |
| 6th        | 2015年7月29日  | secret arms          | GNCA-0388  | GNCA-0389  | 34位      |                 |
| 7th        | 2015年8月26日  | 初めてガールズ!      | GNCA-0394  | GNCA-0395  | 35位      |                 |
| 8th        | 2016年2月17日  | a-gain               | GNCA-0425  | GNCA-0426  | 23位      |                 |
| 9th        | 2016年11月2日  | ♡km/h                | GNCA-0459  | GNCA-0460  | 44位      |                 |

### アルバム
|            | 発売日       | タイトル    | 規格品番  | 規格品番  | オリコン 最高位 |
| 初回限定盤 | 発売日       | タイトル    | 通常盤    |           | オリコン 最高位 |
| ---------- | ------------ | ----------- | --------- | --------- | --------------- |
| 1st        | 2013年6月5日 | RAYVE       | GNCA-1373 | GNCA-1374 | 25位            |
| 2nd        | 2014年6月4日 | Milky Ray   | GNCA-1406 | GNCA-1407 | 28位            |
| 3rd        | 2016年6月8日 | Little Trip | GNCA-1484 | GNCA-1485 | 14位            |
| ベスト     | 2017年6月7日 | Happy days  | GNCA-1506 | GNCA-1507 | 13位            |

### 参加作品
- 悠久ノ謳（2012年7月18日）
  - 「契 -この広い広い、時空を越えて-」「譫言 -沈みゆく私の-」 - PSPゲーム『十鬼の絆 〜関ヶ原奇譚〜』エンディングテーマ
- 花結ノ謳（2013年7月31日）
  - 「ひかり」「始まりの朝」 - PSPゲーム『十鬼の絆 花結綴り』エンディングテーマ
- The Galaxy Express 999
  - 「The Galaxy Express 999」 - Animelo Summer Live 2013 -FLAG NINE-テーマソング
- character1 2014 公式テーマソングCD（2014年4月29日）
  - 「君に会いに行こう」 - キャラクターコンテンツ総合イベント『character1 2014』テーマソング
- あの夏で待ってる 特別編 -THEME SONGS-（2014年8月29日）
  - 「季節のシャッター」 - OVA『あの夏で待ってる 特別編』オープニングテーマ

### 映像作品
- Animelo Summer Live 2012 -INFINITY∞- 8.26（2013年3月17日）
- Animelo Summer Live 2013 -FLAG NINE- 8.23（2014年3月26日）
- Animelo Summer Live 2015 -THE GATE- 8.28（2016年3月30日）

### タイアップ曲
| 楽曲                                   | タイアップ                                                               |
| -------------------------------------- | ------------------------------------------------------------------------ |
| 告白                                   | テレビアニメ『あの夏で待ってる』イメージソング                           |
| sign                                   | テレビアニメ『あの夏で待ってる』オープニングテーマ                       |
| 契 -この広い広い、時空を越えて-        | PSPゲーム『十鬼の絆 〜関ヶ原奇譚〜』エンディングテーマ                   |
| 譫言 -沈みゆく私の-                    | PSPゲーム『十鬼の絆 〜関ヶ原奇譚〜』エンディングテーマ                   |
| 楽園PROJECT                            | テレビアニメ『To LOVEる -とらぶる- ダークネス』オープニングテーマ        |
| 凪-nagi-                               | テレビアニメ『凪のあすから』イメージソング                               |
| Recall                                 | テレビアニメ『AMNESIA』エンディングテーマ                                |
| ひかり                                 | PSPゲーム『十鬼の絆 花結綴り』エンディングテーマ                         |
| 始まりの朝                             | PSPゲーム『十鬼の絆 花結綴り』エンディングテーマ                         |
| lull〜そして僕らは〜                   | テレビアニメ『凪のあすから』オープニングテーマ                           |
| ebb and flow                           | テレビアニメ『凪のあすから』オープニングテーマ                           |
| lull 〜Earth color of a calm〜         | テレビアニメ『凪のあすから』最終話エンディングテーマ                     |
| やわじゃないDID!!-Catch me! To LOVEる- | PS Vitaゲーム『To LOVEる-とらぶる- ダークネス バトルエクスタシー』主題歌 |
| 君に会いに行こう                       | イベント『character1』テーマソング                                       |
| twin portion                           | PS Vitaゲーム『BinaryStar』エンディングテーマ                            |
| You're my jewel                        | PS Vitaゲーム『BinaryStar』エンディングテーマ                            |
| 季節のシャッター                       | OVA『あの夏で待ってる 特別編』オープニングテーマ                         |
| secret arms                            | テレビアニメ『To LOVEる -とらぶる- ダークネス 2nd』オープニングテーマ    |
| 初めてガールズ！                       | テレビアニメ『わかば*ガール』オープニングテーマ                          |
| a-gain                                 | テレビアニメ『蒼の彼方のフォーリズム』エンディングテーマ                 |
| 君といた空                             | テレビアニメ『蒼の彼方のフォーリズム』最終話エンディングテーマ           |
| ♡km/h                                  | テレビアニメ『ろんぐらいだぁす！』オープニングテーマ                     |
| キミと                                 | テレビアニメ『ろんぐらいだぁす！』第9話挿入歌                            |
| Baby→Lady LOVE                         | OVA『ネコぱら』主題歌                                                    |

## 出演

### テレビ
- Anime-TV（2011年12月29日・2012年2月16日・2012年10月29日・2013年5月29日、TOKYO MX） - スタジオゲスト
- アニぱら音楽館（2012年3月20日、キッズステーション） - ライブゲスト
- STUDIO MUSIX（2012年11月4日・2013年10月6日、アニマックス） - ライブゲスト
- キングラン Presents アニソンキング（2012年・2013年12月31日、スカパー!）
- アニメTV（2013年5月30日、AT-X） - ライブゲスト
- アニメソング史上最大の祭典〜アニメロサマーライブ2013〜第一夜（2013年11月17日、NHK BSプレミアム）
- リスアニ！TV（2014年6月14日・21日、TOKYO MX） - ゲスト

### インターネット配信
- A&G ARTIST ZONE 2h（2012年 - 2013年、超!A&G+） - 火曜パーソナリティ
- RADIO RONDO ROBE（2013年 - 2015年、超!A&G+） - パーソナリティ
- れいちゃんねる！（2015年 - 2017年、超!A&G+） - パーソナリティ
- リスアニ！STUDIO Vol.05（2015年、ニコニコ生放送） - ライブゲスト
- A&G ARTIST ZONE Geroの THE CATCH（2015年、超!A&G+） - 代打パーソナリティ（Gero 体調不良の為）
- Rayちゃんゼミ（2016年、アニメイトタイムズYouTubeチャンネル） - 隔週日曜配信

### 連載
- RayのAnother Little Trip―新しい私を探しに―（リスアニ!WEB 2016年4月 - 12月）

### ワンマンライブ
- RAYVE01 〜Ray’s magic castle〜（2013年6月15日：OSAKA MUSE、22日：渋谷WWW）
- RAYVE02 〜DREAMS COME TRUE〜（2013年12月29日：渋谷CLUB QUATTRO）
- RAYVE03 〜Milky Ray〜（2014年7月6日：東京TSUTAYA O-EAST、12日：大阪umeda AKASO、13日：名古屋 LIVE HALL M.I.D）
- RAYVE04 〜happy smile〜（2014年12月29日：横浜BAY HALL）
- RAYVE05 〜3rd Anniversary〜（2015年1月11日：仙台MACANA、17日：広島SPACE 092 BANQUET、18日：大阪OSAKA MUSE、24日：福岡DRUM SON、31日：名古屋Electric Lady Land、2月8日：東京TSUTAYA O-EAST）
- RAYVE 2015 〜my fairytale〜（2015年11月1日：日本橋三井ホール）
- RAYVE 2016 〜Little Trip〜（2016年7月3日：札幌cube garden、9日：名古屋ell.FITS ALL、10日：京都FANJ）
- RAYVE 2016 FINAL 〜Wonder Little Trip〜（2016年7月16日：TSUTAYA O-EAST ）
- RAYVE 2017 〜5th Anniversary〜 （2017年2月19日：昭和女子大学　人見記念講堂）
- RAYVE FINAL （2017年7月22日･23日、文京シビックホール）

### 海外ライブ
- 2014深圳ACGエクスポ（2014年10月、中国）
- NEO GENERATION 2015 "Anisong J-girls live in Guangzhou 2015"（2015年7月25日、中国广州）
- Anison Dream Stage 2015（2015年7月26日、香港）
- CJoy数字娯楽生活節 Ray Mini Concert（2016年10月2日、中国成都）

### テレビアニメ
- わかば*ガール（バンドマン）

### 楽曲提供
- Luce Twinkle Wink☆ 「Treasure」（作詞）